# Schantung-Bahn
| Bahnhof Qingdao Dagang |                      |                                        |                                        |
| Karte der Eisenbahntrasse der Schantung-Bahn zwischen Tsingtau und Tsinanfu von 1912 |                      |                                        |                                        |
| Streckenlänge: | 384,2 km             |                                        |                                        |
| Spurweite: | 1435 mm (Normalspur) |                                        |                                        |
| Maximale Neigung: | 6,67 ‰               |                                        |                                        |
| Minimaler Radius: | 300 m                |                                        |                                        |
| Streckengeschwindigkeit: | 200 km/h             |                                        |                                        |
| Zweigleisigkeit: | Qingdao–Jinan        |                                        |                                        |
| |                      |                                        |                                        |
| \| \| 0,0 \| Qingdao \| Qingdao \| \| \| \| \| \| \| \| \| Hafen Qingdao \| \| \| \| \| \| \| \| \| 6,2 \| Sifang \| Sifang \| \| \| \| Shalingzhuang \| \| \| \| \| Qindao Nord \| \| \| \| \| Loushan \| \| \| \| \| Bahnstrecke Qingdao–Yancheng \| \| \| \| \| Schnellfahrstrecke Qingdao–Rongcheng \| \| \| \| \| Lanyanbahn von Yantai \| \| \| \| 51,3 \| Lanchun \| Lanchun \| \| \| \| Zhaohuangbahn von Huangdao \| \| \| \| 72,3 \| Jiaozhou \| Jiaozhou \| \| \| \| Zhaosinbahn \| \| \| \| \| von Yangkou \| \| \| \| 216,6 \| Qingzhou \| Qingzhou \| \| \| 237,6 \| Linzi \| Linzi \| \| \| \| Shintaibahn von Laiwu \| \| \| \| \| Jandongbahn von Dongying / Zhāngbóbahn \| \| \| \| 269,5 \| Zibo \| Zibo \| \| \| \| Shintaibahn von Chaonan \| \| \| \| 384,2 \| Jinan \| Jinan \| \| \| \| \| \| |                      |                                        |                                        |
| Kopfbahnhof Streckenanfang | 0,0                  | Qingdao                                | Qingdao                                |
| Abzweig geradeaus und nach links · Strecke von rechts |                      |                                        |                                        |
| Strecke · Dienststation / Betriebs- oder Güterbahnhof |                      | Hafen Qingdao                          | Hafen Qingdao                          |
| Abzweig geradeaus und von links · Strecke nach rechts |                      |                                        |                                        |
| Blockstelle | 6,2                  | Sifang                                 | Sifang                                 |
| Dienststation / Betriebs- oder Güterbahnhof |                      | Shalingzhuang                          | Shalingzhuang                          |
| Bahnhof |                      | Qindao Nord                            | Qindao Nord                            |
| Blockstelle · Abzweig geradeaus und nach rechts |                      | Loushan                                | Loushan                                |
| Strecke nach links · Abzweig geradeaus, nach links, von links und von rechts |                      | Bahnstrecke Qingdao–Yancheng           | Bahnstrecke Qingdao–Yancheng           |
| Abzweig geradeaus, nach rechts und von rechts |                      | Schnellfahrstrecke Qingdao–Rongcheng   | Schnellfahrstrecke Qingdao–Rongcheng   |
| Abzweig geradeaus und von rechts |                      | Lanyanbahn von Yantai                  | Lanyanbahn von Yantai                  |
| Haltepunkt / Haltestelle | 51,3                 | Lanchun                                | Lanchun                                |
| Abzweig geradeaus und von links |                      | Zhaohuangbahn von Huangdao             | Zhaohuangbahn von Huangdao             |
| Bahnhof | 72,3                 | Jiaozhou                               | Jiaozhou                               |
| Abzweig geradeaus und nach links |                      | Zhaosinbahn                            | Zhaosinbahn                            |
| Abzweig geradeaus und von rechts |                      | von Yangkou                            | von Yangkou                            |
| Bahnhof | 216,6                | Qingzhou                               | Qingzhou                               |
| Bahnhof | 237,6                | Linzi                                  | Linzi                                  |
| Abzweig geradeaus, nach links und von links |                      | Shintaibahn von Laiwu                  | Shintaibahn von Laiwu                  |
| Abzweig geradeaus, von links und von rechts |                      | Jandongbahn von Dongying / Zhāngbóbahn | Jandongbahn von Dongying / Zhāngbóbahn |
| Bahnhof | 269,5                | Zibo                                   | Zibo                                   |
| Abzweig geradeaus, nach rechts und von rechts |                      | Shintaibahn von Chaonan                | Shintaibahn von Chaonan                |
| Bahnhof | 384,2                | Jinan                                  | Jinan                                  |
| Strecke |                      |                                        |                                        |

Die Shāndōng-Bahn (in der deutschen Literatur auch Schantung- oder Shantung-Bahn, heute chinesisch 膠濟鐵路 / 胶济铁路, Pinyin Jiāojì Tiělù, Jiaoji-Eisenbahn) ist eine Eisenbahnstrecke in China, die Qingdao mit der etwa 400 km westlich gelegenen Provinzhauptstadt Jinan in der chinesischen Provinz Shāndōng verbindet.

## Geschichte

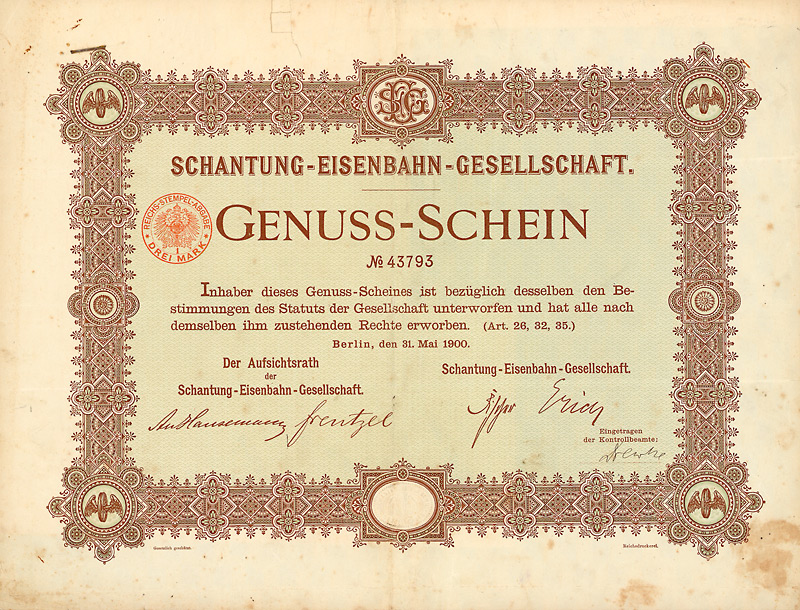
Genuss-Schein der Schantung-Eisenbahn-Gesellschaft vom 31. Mai 1900

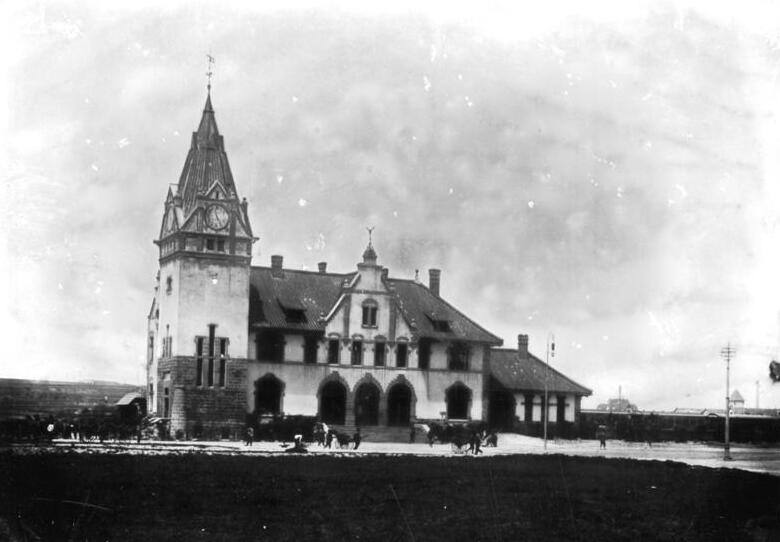
Bahnhof Tsingtau, Fotografie um 1901

Sie wurde von der Schantung-Eisenbahn-Gesellschaft, einem Zusammenschluss verschiedener deutscher Banken, darunter dem Bankhaus Mendelssohn & Co., Reeder und Bergbauunternehmen, zwischen 1899 und 1904 unter Anleitung des Ingenieurs Friedrich Kramer erbaut. Technischer Vorstand der Gesellschaft war zunächst der Eisenbahningenieur Alfred Gaedertz, der auch mit Vorplanungsaufgaben betraut gewesen war. Ziel war die Erschließung des Hinterlandes der deutschen „Musterkolonie“ Kiautschou und die Verbesserung des Transportes von Gütern, vor allem Kohle und Eisenerz, die für den Export in das Deutsche Reich bestimmt waren. Von Tsinan hatte sie Anschluss an das gesamte chinesische Eisenbahnnetz und damit auch an die Transsibirische Eisenbahn. In zwölf bis vierzehn Tagen konnte man von Berlin nach Tsingtau fahren.

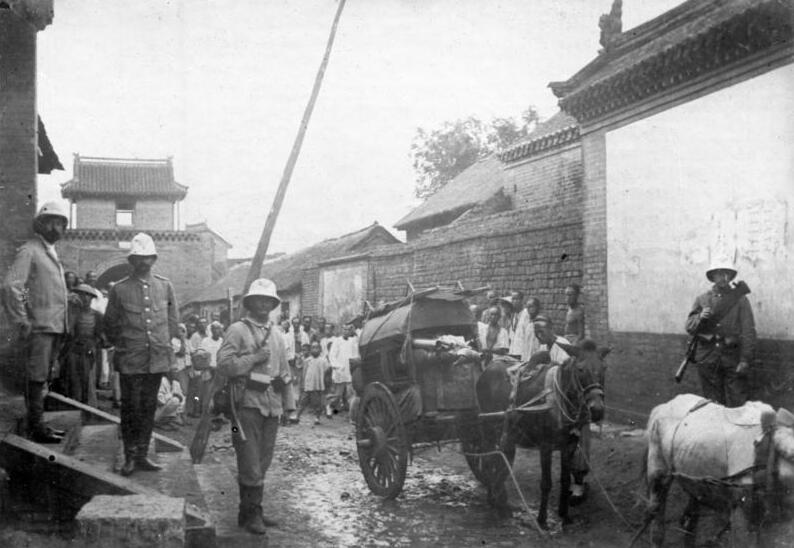
Besetzung des Ortes Gaomi durch deutsche Schutztruppen,
Fotografie von 1899

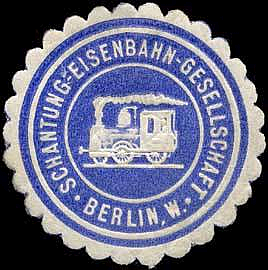
Siegelmarke Schantung-Eisenbahn-Gesellschaft

Der Bau der Eisenbahnstrecke rief starken Widerstand in der chinesischen Bevölkerung hervor. Er wurde zügig vorangetrieben, ohne die Besitzverhältnisse ausreichend zu klären und ohne Rücksicht auf die einheimische Bevölkerung sowie das teilweise empfindliche Ökosystem der Region zu nehmen. Die Gesellschaft zahlte außerdem unpünktlich oder einen unterdurchschnittlichen Preis für Grund und Boden. Um den Widerstand zu brechen, ließ der Gouverneur von Kiautschou, Paul Jaeschke, Militär in die entsprechenden Regionen, unter anderen nach Gaomi, entsenden. Andauernde Streitigkeiten und das Aufflammen des Boxeraufstandes führten im Jahr 1900 zu vielfachen Zerstörungen der Eisenbahn- und Telegraphenverbindungen, was weitere Strafaktionen von Seiten des Gouverneurs und der Aktiengesellschaft hervorrief. Nach der dauerhaften Stationierung von Soldaten, dem Bau einer Kaserne und der systematischen Vernichtung von Dörfern und der ländlichen Bevölkerung, kam es schlussendlich zu keinem weiteren Widerstand gegen den Bau der Eisenbahnlinie. Die Strecke zwischen Tsingtau (heute Qingdao) und Tsinanfu (heute Jinan) wurde 1904 in Betrieb genommen. Ab 1907 war der spätere Reichsbahn-Generaldirektor und Reichsverkehrsminister Julius Dorpmüller Vorstand des technischen Büros der Schantung-Bahn.

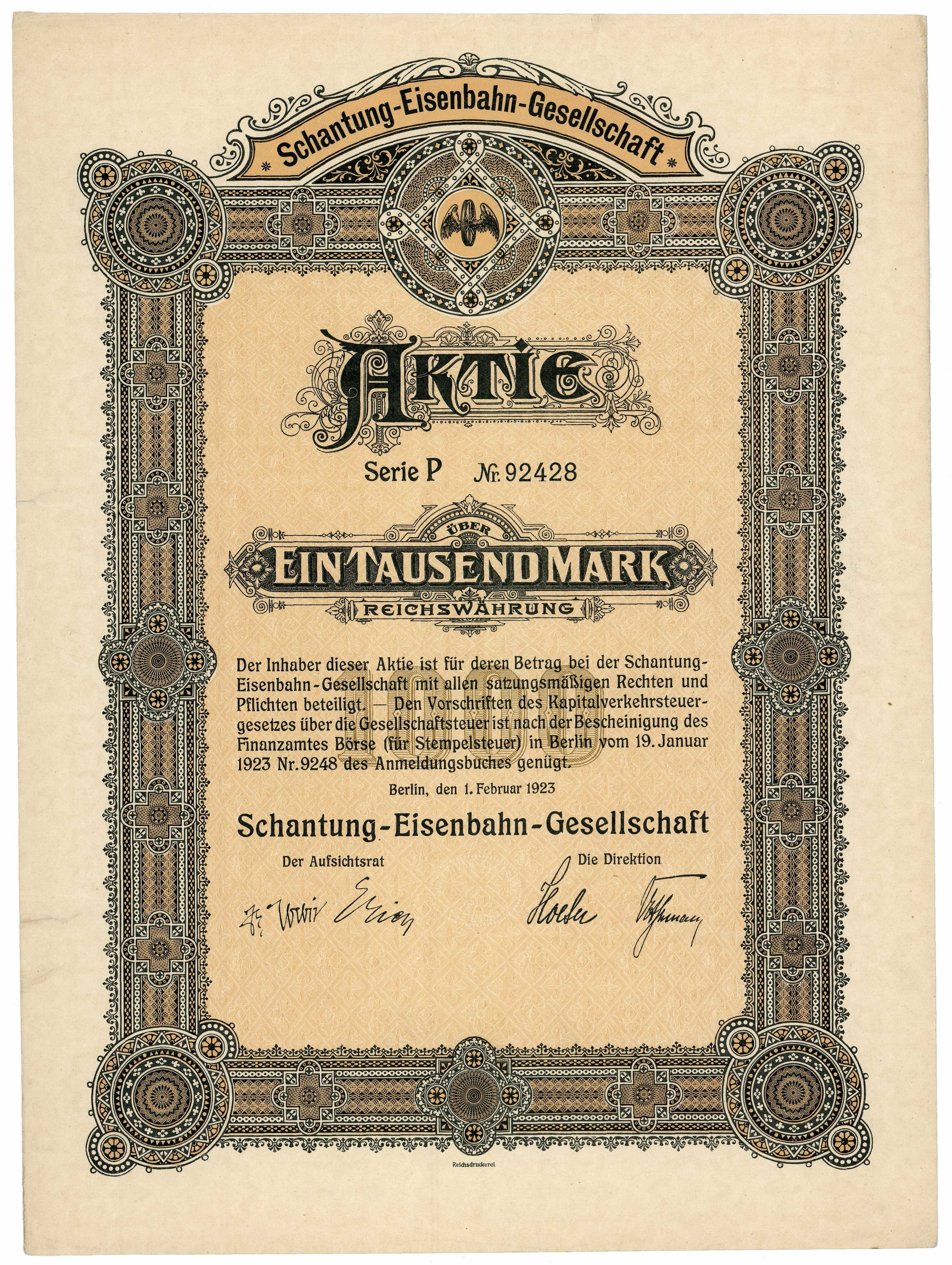
Aktie über 1000 Mark der Schantung-Eisenbahn-Gesellschaft vom 1. Februar 1923

1914 wurde die deutsche Kolonie Kiautschou von Japan besetzt. Die Schantung-Eisenbahn wurde dabei auch von Japan übernommen und 1923 schließlich unter chinesische Verwaltung gestellt. Die Schantung-Eisenbahn-Gesellschaft verlagerte 1923 ihren Sitz nach Berlin und wurde vom Deutschen Reich mit 2,85 Milliarden Mark in Schatzanweisungen entschädigt. 1930 kam es zur Umfirmierung in die Schantung Handels AG, die sich in den ehemaligen afrikanischen Kolonien Deutschlands betätigte.
- 1913 wurde als zusätzliche Strecke die Kaumi-Hantschuang-Bahn geplant.
- 2008 kam es auf der Strecke zum Eisenbahnunfall von Zibo mit 72 Toten.